# Гагарин, Сергей Сергеевич (шталмейстер)
Князь Серге́й Серге́евич Гага́рин (1832, Санкт-Петербург  — 1890, Санкт-Петербург) — шталмейстер; почётный член Академии художеств, знаток искусств и коллекционер; крупный благотворитель, владелец имения Сергиевского.

## Биография
Единственный сын обер-гофмейстера князя Сергея Сергеевича Гагарина от его брака с польской аристократкой графиней Изабеллой Валевской. Родился 20 июня (2 июля) 1832 года в Санкт-Петербурге, крещён 4 июля в церкви Рождества Иоанна Предтечи на Каменном острове при восприемстве императора Николай I и княгини М. А. Гагариной. Воспитывался при дворе вместе с младшими сыновьями Николая I.
Получил образование в Пажеском корпусе, откуда в 1851 году был выпущен из камер-пажей корнетом в лейб-гвардии Конный полк. В 1851 и 1852 годах состоял в свите Великих князей Николая и Михаила Николаевичей во время путешествий их по России и за границей. Во время Крымской войны находился в составе войск, охранявших Балтийское побережье (в Стрельнинском отряде). В 1854 году был произведён в поручики и 17 апреля 1855 года назначен адъютантом к Великому князю Михаилу Николаевичу.
В 1864 году был уже в чине полковника. Прослужив в военной службе недолго, вышел в отставку. После чего проживал в своем имении Сергиевском, где построил образцовую больницу, ставшую одной из самых лучших частных больниц губернии. В 1870—1880 года был гласным Крапивенского уездного земского собрания, почетным мировым судьей уезда. В 1883 году был пожалован в шталмейстеры Высочайшего двора.
Обладая большим состоянием (у него были имения в Тульской, Саратовской, Казанской и Костромской губерниях) и увлекаясь собиранием редких и изящных вещей, составил замечательную коллекцию картин, в которой находились произведения Греза, Жана Батиста, Кутюра. Он также собрал коллекцию эмалей, майолик, серебряных блюд итальянской работы XVI века и стоп обронной работы. Состоя членом совета Центрального училища технического рисования барона Штиглица, денежными премиями и заказами поощрял учащихся к занятиям. С 1860 года состоял почётным членом Академии художеств. Был основателем Нового клуба в Санкт-Петербурге.
Современники отзывались о князе по-разному. Графа С. Д. Шереметев, находил его "глубоким эгоистом и человеком сухим и горделивым, чуждым России, закоренелым космополитом, усердно критикующим всех и каждого и никогда не выходившим из своего выжидательного положения сатирического наблюдателя. «У него было необыкновенно правильное лицо, — замечал Шереметев, — и манеры были французского маркиза XVIII века». В то же время А. А. Половцов утверждал, что Гагарин был:

Человек необыкновенный, только совсем в ином смысле, чем тот, который придается этому слову. Он был весь не в наружу, а в нравственную сущность человека. В нем не было ничего показного, ничего блестящего, но зато было всегда, во всех положениях и отношениях жизни скромное по наружности, но глубоко искреннее, доброе, честное, самозабвенное отношение к делу и людям. Несмотря на свое выдающее светское положение, Гагарин предпочел удалиться от всего этого шума и блеска и посвятил жизнь свою деятельной помощи ближнему в самых разнообразных видах, но при этом так скрытно, что до самой смерти люди, ему близкие, не подозревали какое множество добра он делал всем, кому мог только его делать.
Умер скоропостижно, после нескольких дней болезни, от паралича сердца 15 (27) декабря 1890 года. По желанию жены был похоронен без православного участия духовенства в Сергиевой пустыни близ Санкт-Петербурга.

## Семья
Жена (с 22 апреля 1862 года) — графиня Вера Фёдоровна Пален (1835—1923), фрейлина двора, дочь граф Ф. П Палена; меценатка и peдстoкистка. Брак не был счастливым, но с годами отношения между супругами сгладились. Детей у них не было.